# Marija Wakounig

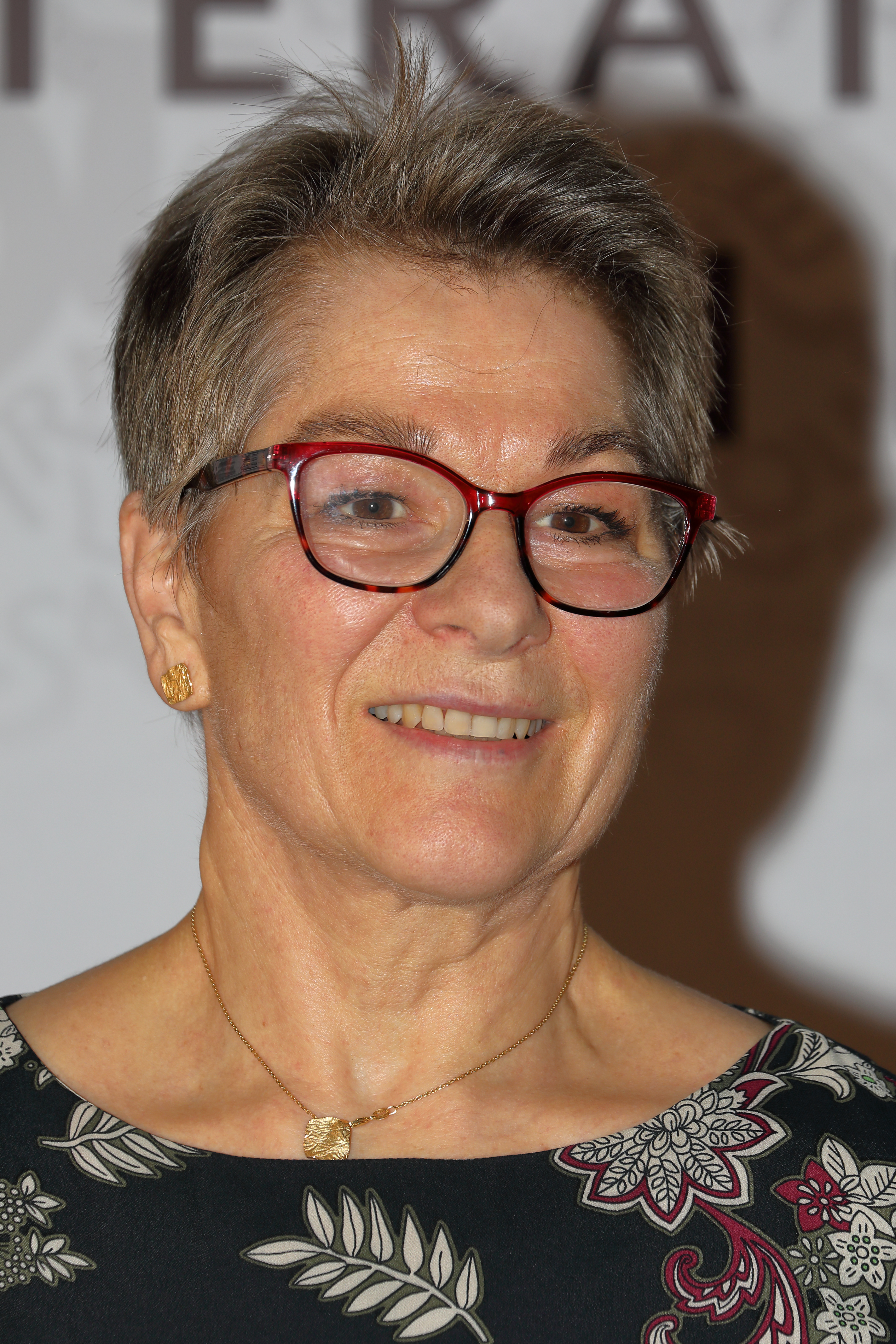
Marija Wakounig

Marija Wakounig (* 19. März 1959 in Klagenfurt am Wörthersee) ist eine österreichische Historikerin.

## Leben
Von 1978 bis 1982 studierte sie an der Universität Wien (1982 Sponsion zur Magistra phil.). Von 1980 bis 1983 absolvierte sie den Ausbildungslehrgang für Historische Hilfswissenschaften am Institut für Österreichische Geschichtsforschung. Nach der Promotion 1985 war sie von 1986 bis 1996 Universitätsassistentin am Institut für Ost- und Südosteuropaforschung der Universität Wien. Seit 1996 ist sie Gutachterin für die Polnisch-Österreichische Expertenkommission zur Vervollkommnung der Schulbücher aus Geschichte und Geographie. Seit 1997 lehrt sie als außerordentliche Universitätsprofessorin an der Universität Wien. Von 2002 bis 2003 hatte sie eine Gastprofessur an der Universität Klagenfurt.
Ihre Forschungsschwerpunkte sind Diplomatiegeschichte (Mittelalter bis Gegenwart), Adelsgeschichte (Mittelalter bis Gegenwart), Gesellschafts,- Wissenschafts-, Wirtschafts- und Sozialgeschichte des östlichen Europas und des Alpen-Adria-Raums, Frauen- und Geschlechtergeschichte des östlichen Europas und des Alpen-Adria-Raums.

## Schriften (Auswahl)
- Dalmatien und Friaul. Die Auseinandersetzungen zwischen Sigismund von Luxemburg und der Republik Venedig um die Vorherrschaft im adriatischen Raum. Wien 1990, ISBN 3-85369-804-2.
- mit Hannes Stekl: Windisch-Graetz. Ein Fürstenhaus im 19. und 20. Jahrhundert. Wien 1992, ISBN 3-205-05468-7.
- Ein Grandseigneur der Diplomatie. Die Mission von Franz de Paula Prinz von und zu Liechtenstein in St. Petersburg 1894–1898. Wien 2007, ISBN 3-8258-8641-7.
- als Herausgeberin mit Wolfgang Mueller und Michael Portmann: Nation, Nationalitäten und Nationalismus im östlichen Europa. Festschrift für Arnold Suppan zum 65. Geburtstag. Wien 2010, ISBN 978-3-643-50241-4.